# Evangelische Hochschule Darmstadt

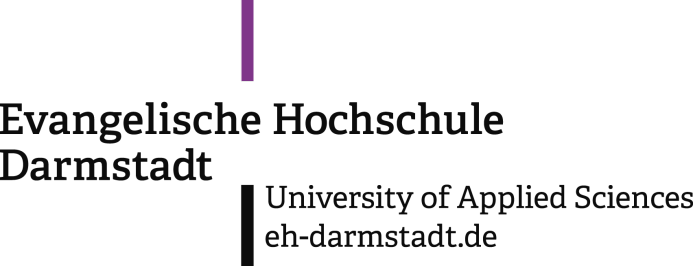
Logo

Evangelische Hochschule Darmstadt (EHD) är en högskola i Darmstadt, Tyskland, grundad 1971.

## Presidenter

### Presidenter för Evangelische Hochschule Darmstadt
- 2014–2019 Marion Großklaus-Seidel, professor i teologi och pedagogik
- 2019–2022 Willehad Lanwer, professor i pedagogik och funktionsnedsättning
- 2022– Uwe Becker, professor